# آبزلیلوو
آبزلیلوو (به لاتین: Abzelilovo) یک منطقهٔ مسکونی در روسیه است که در باشقیرستان واقع شده‌است.